# Alejandro Mayorkas
Alejandro Nicolas Mayorkas (L'Avana, 24 novembre 1959) è un politico e funzionario statunitense di origine cubana, segretario della Sicurezza Interna sotto la presidenza Biden dal 2021 al 2025.

## Biografia
Alejandro Nicholas Mayorkas è nato nel 1959 a L'Avana. I suoi genitori arrivarono negli Stati Uniti nel 1960 con lui e sua sorella come rifugiati dopo la Rivoluzione cubana. Ha vissuto per un periodo a Miami, in Florida, prima che la sua famiglia si trasferisse a Los Angeles, in California, dove è cresciuto a Beverly Hills e ha frequentato la Beverly Hills High School.
Suo padre era un ebreo cubano sefardita che possedeva e gestiva una fabbrica di lana d'acciaio a L'Avana. Sua madre era un'ebrea rumena la cui famiglia fuggì dall'Olocausto rifugiandosi a Cuba negli anni '40. Con la rivoluzione cubana sua madre dovette fuggire per la seconda volta da un paese che considerava casa sua.
Si è laureato in arti presso l'Università di Berkeley, nel 1981. Nel 1985 ha conseguito il dottorato in giurisprudenza presso la Loyola Law School.

## Carriera
Dopo tre anni come associato di contenzioso in uno studio privato, Mayorkas divenne assistente procuratore degli Stati Uniti nel distretto centrale della California nel 1989. Ha perseguito una vasta gamma di crimini federali, sviluppando una specializzazione nel perseguimento del crimine dei colletti bianchi. I suoi processi includevano il successo dell'Operazione PolarCap, allora il più grande caso di riciclaggio di denaro nella nazione; la condanna di Heidi Fleiss con l'accusa di cospirazione federale, frode fiscale e riciclaggio di denaro; il successo delle azioni penali contro due delle più grandi operazioni di frode nel telemarketing a danno degli anziani; il successo del perseguimento di una frode sanitaria e di una frode assicurativa.

### Procuratore degli Stati Uniti
Nel dicembre 1998, Mayorkas fu nominato dal presidente Bill Clinton procuratore degli Stati Uniti per il distretto centrale della California, diventando il più giovane procuratore degli Stati Uniti del paese.
Mayorkas supervisionò il perseguimento di casi penali di alto profilo, tra cui il perseguimento della mafia messicana, l'accusa di Buford O. Furrow Jr. per l'omicidio di un impiegato postale federale e la sparatoria motivata dall'odio di bambini in un centro comunitario, il perseguimento delle Industrie Litton per il pagamento di tangenti all'estero.
Alla fine del 2000, Mayorkas è stato uno dei tanti funzionari della California che hanno partecipato agli sforzi per ottenere la clemenza esecutiva per il trafficante di narcotici Carlos Vignali Jr., figlio di un ricco uomo d'affari di Los Angeles. Il suo ultimo giorno di mandato nel gennaio 2001, Clinton commutò la condanna a 15 anni di prigione di Vignali, una decisione controversa.
Nel settembre 2001, Mayorkas è entrato a far parte di O'Melveny & Myers come partner legale. Nel 2008, il National Law Journal lo ha nominato uno dei "50 avvocati di minoranza più influenti in America".

### Direttore dei servizi per l'immigrazione
Nel 2009, Mayorkas è stato nominato dal presidente Barack Obama direttore dei servizi di cittadinanza e immigrazione degli Stati Uniti (USCIS). Ha guidato gli sforzi del governo degli Stati Uniti per salvare i bambini orfani dopo il terremoto del gennaio 2010 ad Haiti, così come lo sviluppo di un'unità vittima di crimine.

### Vice Segretario per la Sicurezza Interna (2013-2016)
Nel giugno 2013, nel secondo mandato di Obama, Alejandro Mayorkas è stato promosso vice ministro del Dipartimento per la Sicurezza Interna per sostituire Jane Holl Lute. Dopo aver prestato giuramento, divenne il cubano americano più anziano nell'amministrazione Obama. Ha ricoperto l'incarico fino al 28 ottobre 2016.
Nell'ottobre 2016, Mayorkas è ritornato all'attività privata entrando nello studio legale Wilmer Cutler Pickering Hale and Dorr nell'ufficio di Washington.

### Segretario della Sicurezza Interna (2021-2025)

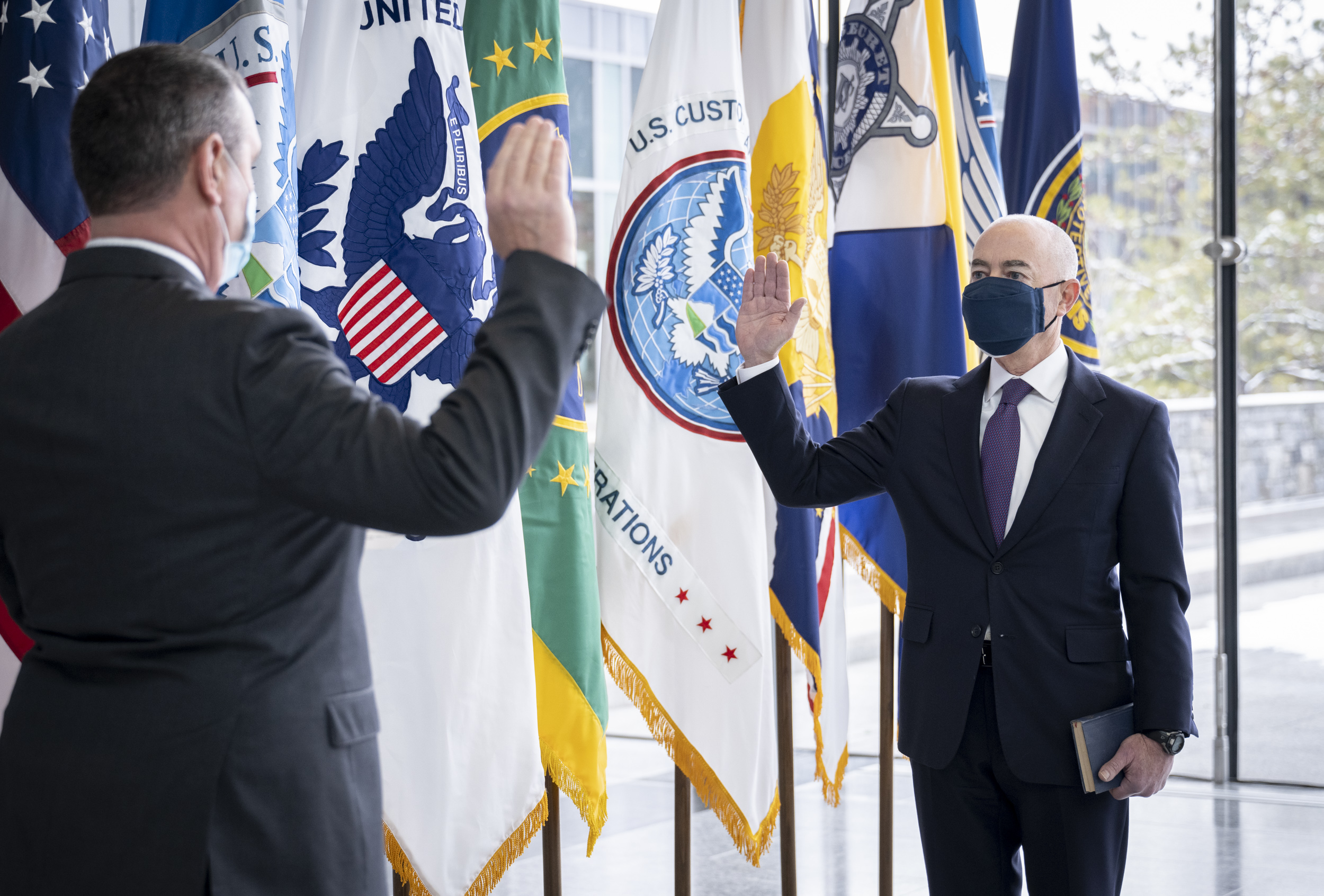
Mayorkas ha prestato giuramento come Segretario per la sicurezza interna il 2 febbraio 2021

Il 23 novembre 2020, il Presidente eletto Joe Biden ha annunciato che Mayorkas sarebbe stato nominato Segretario della Sicurezza Interna. La decisione ha avuto un riscontro positivo da parte di Tom Ridge e Michael Chertoff (omologhi di Mayorkas nell'Amministrazione Bush), e Janet Napolitano e Jeh Johnson (omologhi di Mayorkas nell'Amministrazione Obama). 
La decisione è stata confermata dal Senato il 2 febbraio 2021 con un voto di 56-43, con 6 senatori repubblicani (Shelley Moore Capito, Rob Portman, Susan Collins, Mitt Romney, Lisa Murkowski e Dan Sullivan) che hanno votato congiuntamente con i democratici per confermare Mayorkas. È il primo latino a detenere l'incarico.
All'inizio dell'insediamento di Mayorkas, il numero di migranti oggetto di arresto al confine degli Stati Uniti d'America con il Messico è risultato il più alto degli ultimi 10 anni, 188.800.
Successivamente , il 31 ottobre 2023, Mayorkas annuncia alla Commissione della Sicurezza Interna del Senato che 600.000 persone sono entrate illegalmente nel territorio USA senza essere incorse un arresto da parte degli agenti di frontiera nel 2023.
il 13 febbraio 2024 la Camera dei Rappresentanti ha messo in stato d'accusa (impeachment) il Segretario Mayorkas con un voto di 214-213, motivato soprattutto da molti Repubblicani, che ritengono che Mayorkas non abbia fatto rispettare la legge sull'immigrazione della precedente Amministrazione Trump. Successivamente la proposta passerà al Senato e si valuterà se rimuovere o meno Mayorkas dal suo incarico.
É la prima volta dal 1876 che un Segretario degli Stati Uniti viene sottoposto a impeachment dalla Camera.

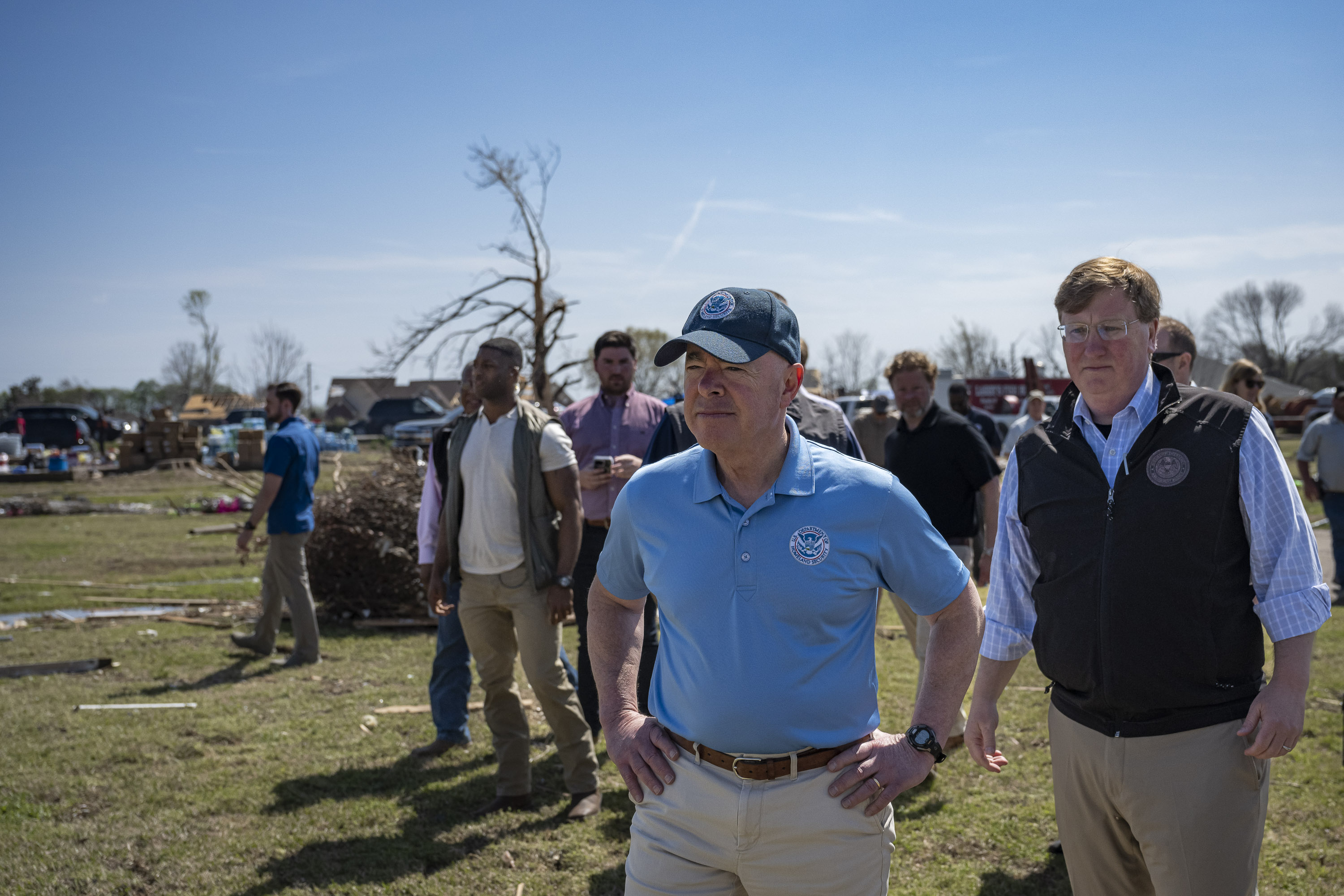
Il Segretario Mayorkas con il Governatore del Mississippi Tate Reeves in un quartiere colpito da un recente tornado a Rolling Fork, il 26 marzo 2023.